# Arkology
(Lee "Scratch" Perry)
Arkology è un triplo CD reggae/dub di Lee Perry e The Upsetters, prodotto da Lee "Scratch" Perry contenente produzioni del cosiddetto periodo Black Ark e pubblicato in Gran Bretagna dall'etichetta Island Records nel 1997.
Il disco contiene materiale registrato nel periodo compreso tra il 1972 e il 1976 presso i mitici Black Ark studios, gli studi di registrazione di Lee Perry, teatro di molte produzioni innovative; si tratta principalmente di canzoni uscite in precedenza solo su vinile (sette o dodici pollici) e quasi esclusivamente nel mercato giamaicano e cantate e suonate dal gruppo di artisti che gravitava all'epoca intorno agli studi di registrazione di Perry, artisti come Max Romeo, The Meditations, Junior Murvin, Jah Lion, The Congos, autori degli album più innovativi e sperimentali della musica giamaicana dell'epoca.

## Tracce
Reel I: Dub Organiser
1. Dub Revolution Part 1 (Previously Unreleased Alternate Take) - Lee Perry & The Upsetters (4:44)
2. One Step Forward - Max Romeo (3:52)
3. One Step Dub (Extended Mix) - The Upsetters (4:06)
4. Vampire - Devon Irons (3:17)
5. Vamp A Dub - The Upsetters (3:16)
6. Sufferer's Time (Previously Unreleased Alternate Take) - The Heptones (3:55)
7. Sufferers Dub (Extended Mix) - The Upsetters (4:17)
8. Sufferers Heights (Alternate Mix) - Junior Dread (4:32)
9. Don't Blame On I[2] - The Congos(4:05)
10. Much Smarter - The Meditations (3:56)
11. Much Smarter Dub - The Upsetters (4:42)
12. Life Is Not Easy (Alternate Mix)[3] - The Meditations (4:46)
13. Life Is Not Easy Dub (Previously Unreleased Alternate Mix)[3] - The Upsetters (5:07)
14. Tedious (Extended Mix) - Junior Murvin (5:04)
15. War In A Babylon - Max Romeo (4:51)
16. Revelation Dub - The Upsetters (5:01)
17. Mr. President - The Heptones (featuring Jah Lion) (4:13)
18. Chase The Devil - Max Romeo (3:28)

Reel II: Dub shepherd
1. Dreadlocks In Moonlight - Lee Perry (3:46)
2. Dread At The Mantrols - Mikey Dread (3:47)
3. In These Times - Errol Walker (4:39)
4. In These Times Dub (Previously Unreleased) - The Upsetters (3:24)
5. Norman (Extended Domino Mix) - Max Romeo (featuring The Upsetters) (8:42)
6. Police & Thieves - Junior Murvin (3:40)
7. Magic Touch - Glen DaCosta (4:03)
8. Soldier & Police War - Jah Lion (4:09)
9. Grumblin' Dub - The Upsetters (3:18)
10. Bad Weed (Previously Unreleased Alternate Mix) - Junior Murvin (4:02)
11. John Public - Errol Walker (4:21)
12. John Public (Version) (Previously Unreleased) - Errol Walker (featuring Enos Barnes) (4:23)
13. Roots Train (Extended Mix With Previously Unreleased Toast) - Junior Murvin (featuring Dillinger) (8:59)
14. No Peace - The Meditations (3:30)
15. No Peace Dub - The Upsetters (4:20)
16. Rasta Train (Previously Unreleased Alternate Mix) - Raphael Green (featuring Dr. Alimantado) (4:54)
17. Party Time Part 2 - The Upsetters (4:34)

Reel III: Dub Adventurer
1. Vibrate On (Previously Unreleased Alternate Cut) - Augustus Pablo (featuring The Upsetter) (4:40)
2. Vibrator (Previously Unreleased Alternate Cut) - The Upsetters (4:35)
3. Bird In Hand - The Upsetters (3:30)
4. Congoman (Previously Unreleased Alternate Vocal Take) - The Congos (5:52)
5. Dyon Anasawa (Alternate Mix) - The Upsetters (featuring Full Experience) (3:39)
6. Rastaman Shuffle (Previously Unreleased Alternate Mix) - The Upsetters (5:16)
7. Why Must I (Version) (Extended Mix With Previously Unreleased Scat Vocal) - The Heptones (4:57)
8. Make Up Your Mind (Previously Unreleased Outtake From "Party Time" Sessions) - The Heptones (3:45)
9. Closer Together - The Upsetter Review (featuring Junior Murvin) (6:15)
10. Groovy Situation - Keith Rowe (3:26)
11. Groovy Dub - The Upsetters (3:33)
12. To Be A Lover (Have Some Mercy)- George Faith (7:56)
13. Soul Fire - Lee Perry (3:58)
14. Curly Locks - Lee Perry (4:09)
15. Feast Of The Passover (Extended Mix) - The Congos (3:36)
16. Roast Fish & Cornbred (Extended Mix) - Lee Perry (4:26)
17. Corn Fish Dub (Extended Mix) - The Upsetters (4:26)